# Cmentarz ewangelicki w Wolsztynie
Cmentarz ewangelicki w Wolsztynie – nieistniejący cmentarz protestancki w Wolsztynie przy ulicy Lipowej. 

## Historia
Osadnictwo ewangelickie rozpoczęło się w Wolsztynie w XVII wieku, liczebność wiernych stale rosła i w XIX wieku stanowiła znaczną część społeczności. Pierwszy zbór powstał przy ulicy 5 Stycznia, w pobliżu założono cmentarz. Położenie na małej parceli, która w chwili założenia była peryferyjna, a z biegiem czasu znalazła się w środku miasta, sprawiło, że pod koniec XIX wieku gmina ewangelicka nabyła znacznie większą parcelę za miastem i tam chowano zmarłych. Teren przy ulicy 5 Stycznia z czasem stał się miejskich skwerem, obecnie znajduje się tam plac Konstytucji 3 maja. Nowy cmentarz funkcjonował do opuszczenia miasta przez ostatnich mieszkańców wyznania ewangelickiego ok. 1946, następnie zaczął niszczeć i w kolejnych latach został splantowany i po usunięciu nagrobków przekomponowany na park miejski. Na początku XXI wieku przy wejściu od strony Lipowej umieszczono pamiątkowy głaz z inskrypcją informującą o historii tego miejsca. 3 listopada 2017 na placu Konstytucji 3 maja odsłonięto tablicę upamiętniającą stary cmentarz ewangelicki.